# Koipsi
Koipsi (auch Koipse) ist eine estnische Insel im Finnischen Meerbusen.
Koipsi liegt etwa einen Kilometer nördlich der Halbinsel Kaberneeme im Kreis Harju in der Bucht von Kolga. Sie gehört verwaltungsmäßig zur Gemeinde Jõelähtme.
Die Insel ist 34 Hektar groß. Ihr Aussehen ähnelt einem Dreieck. Sie ist dicht mit Wacholder bewachsen. Das Ufer ist sehr seicht. Der höchste Punkt liegt sieben Meter über dem Meeresspiegel.
Auf Koipsi befindet sich ein gleichnamiges Dorf. Dort leben derzeit dauerhaft noch zwei Personen. Darüber hinaus finden sich auf der Insel einige Sommerhäuser. Gelegentlich wird die Insel als Weidefläche für Schafe genutzt.